# Đặng Đề (nhà thơ)
Đặng Đề (1526-?), tự Hối Khanh, hiệu Tùng Pha; là quan nhà Mạc, và là nhà thơ Việt Nam.

## Tiểu sử
Đặng Đề là người làng Uông Thượng, huyện Thanh Miện, phủ Thượng Hồng, trấn Hải Dương (nay thuộc tỉnh Hải Dương).
Khoa Ất Sửu năm Thuần Phúc thứ 4 (1565) đời Mạc Mậu Hợp, ông thi đỗ Tiến sĩ, được bổ chức quan.
Năm 1584, ông được cử đi sứ sang nhà Minh (Trung Quốc), khi về nước được thăng chức Thượng thư, tước Tùng Lĩnh bá.
Đặng Đề mất năm nào không rõ.

## Tác phẩm
Đặng Đề nổi tiếng học rộng, thơ hay. Tác phẩm của ông có Tùng Pha thi tập nhưng nay đã thất lạc. Đây là một tập thơ làm khi ông đi sứ, hiện còn hơn 40 bài thơ chép trong Toàn Việt thi lục của Lê Quý Đôn, trong đó có một thiên ngũ ngôn luật thi, gồm 178 câu.
Hầu hết số thơ còn lại của ông đều là những bài ngụ nỗi cảm hoài, hàm chứa tấm lòng nhớ nước, thương nhà, và miêu tả phong cảnh trên đường đi. Thơ ông điển nhã, dùng nhiều điển cố .

## Thơ Đặng Đề (trích)
| Phiên âm Hán-Việt: Trạm Lý Nhân Thượng Cường quá liễu lai Nhân Lý, Đăng khảo tiền chiêm Mẫu Tử san. Khởi ngã tư thân thiên lý niệm, Bất kham hồi thủ bạch vân gian. Dịch nghĩa: Trạm Lý Nhân Đi qua Thượng Cường tới Nhân Lý, Lên núi Khảo để xem núi Mẹ Con ở phía trước. Ở ngoài ngoài dặm trỗi dậy lòng nhớ đấng thân (cha mẹ), Nên chẳng dám ngoảnh đầu về khoảng trời đầy mây trắng . | Phiên âm Hán-Việt: Mạc phủ doanh vãn trú Thanh phong túc giá vũ sơ tình, Sử bí hôn đầu Mạc Phủ doanh. Hoán khởi hương quan thiên lý mộng, Dã kê hà xứ lưỡng tam thanh. Dịch nghĩa: Chiều tối trú lại doanh Mạc Phủ Mưa vừa tạnh, chiếc xe đi sớm trong gió mát, Ngựa sứ thần vào Mạc Phủ chiều đã muộn. Gọi dậy giấc mộng quê nhà xa vạn dặm, Vài ba tiếng gà quê từ đâu vọng tới? |

## Sách tham khảo
- Bùi Duy Tân, Từ điển văn học (bộ mới), mục từ: "Đặng Đề". Nhà xuất bản Thế giới, 2004.
- Trần Thị Băng Thanh, Văn học thế kỷ XV-XVII, mục "Đặng Đề". Nhà xuất bản Khoa học Xã hội, 2004.